# Dasyrhicnoessa serratula
Dasyrhicnoessa serratula är en tvåvingeart som beskrevs av Malloch 1935. Dasyrhicnoessa serratula ingår i släktet Dasyrhicnoessa och familjen Canacidae. Inga underarter finns listade i Catalogue of Life.